# Посольство России в Люксембурге
Посольство России в Люксембурге — дипломатическое представительство Российской Федерации в Великом Герцогстве Люксембург. Расположено в Люксембурге.

## История российско-люксембургских отношений
История российско-люксембургских отношений насчитывает много лет и носит особый характер. Само возникновение независимого государства Великое Герцогство Люксембург было сделано не без помощи России. Россия сыграла ключевую роль на Лондонской конференции 1867 года, когда Люксембург оказался в центре конфликта между Германией и Францией. Россия помогла Люксембургу сохранить невооружённый нейтралитет и выступила гарантом его границ. Таким образом, обретение независимости Великого Герцогства Люксембург в 1867 году произошло при непосредственном участии России.
Дипломатические отношения между Россией и Люксембургом были установлены в 1891 году.
После Октябрьской революции в России в 1917 году дипломатические отношения были прерваны, а в 1935 году были установлены с СССР. С началом Второй мировой войны отношения были прерваны и возобновлены лишь в 1946 году.

## Здание посольства России
Посольство Российской Федерации в Великом Герцогстве Люксембург располагается в Замке Бегген — одном из самых красивых мест Люксембурга. Этот замок имеет более чем столетнюю историю.
Когда-то на этом месте находилась бумажная мельница, построенная в начале XVIII века и существовавшая до середины XIX века. Позднее этот участок приобрела фирма Мец и К°. В 1880-х годах на участке была построена вилла, но позднее, в январе 1894 года, в результате пожара она сгорает дотла. После пожара, на этом месте под руководством брюссельского архитектора Винанда Янссенса возводится замок в стиле нео-ренессанса, напоминающий дворец Во-ле-Виконт и замок Фонтенбло. Вокруг замка разбивается парк. В замке поселились Эмиль Мец и его супруга.
В 1904 году Эмиль Мец умирает и его имущество переходит к его вдове Эдме Теш, после смерти которой в 1919 году, по завещанию замок переходит в равной доле директору металлургического концерна «Арбед» Эмилю Майришу и племяннику четы Мецев Гастону Барбансону. Последний выкупил долю Майриша и жил в замке до 1940 года. После оккупации гитлеровскими войсками Люксембурга он бежал на юг Франции, а в 1940—1944 годы в замке располагались тыловые службы немецких войск. После оккупации Люксембурга войсками США в замке располагались подразделения армии США.
После второй мировой войны законный владелец замка Густа Барбансон умирает в 1946 году, его наследники отказываются от прав на замок и он переходит в собственность «Фонда вдовы Эмиль Мец-Теш» — благотворительной организации, созданной в 1913 году. Совет управляющих фонда продаёт замок и его владельцем становится бельгийский предприниматель Жан Ван дер Планке, который перепродаёт его Акционерному обществу «Шато де Бегген». В 1950—1956 годах в замке располагался отель под названием «Отель де Форж».

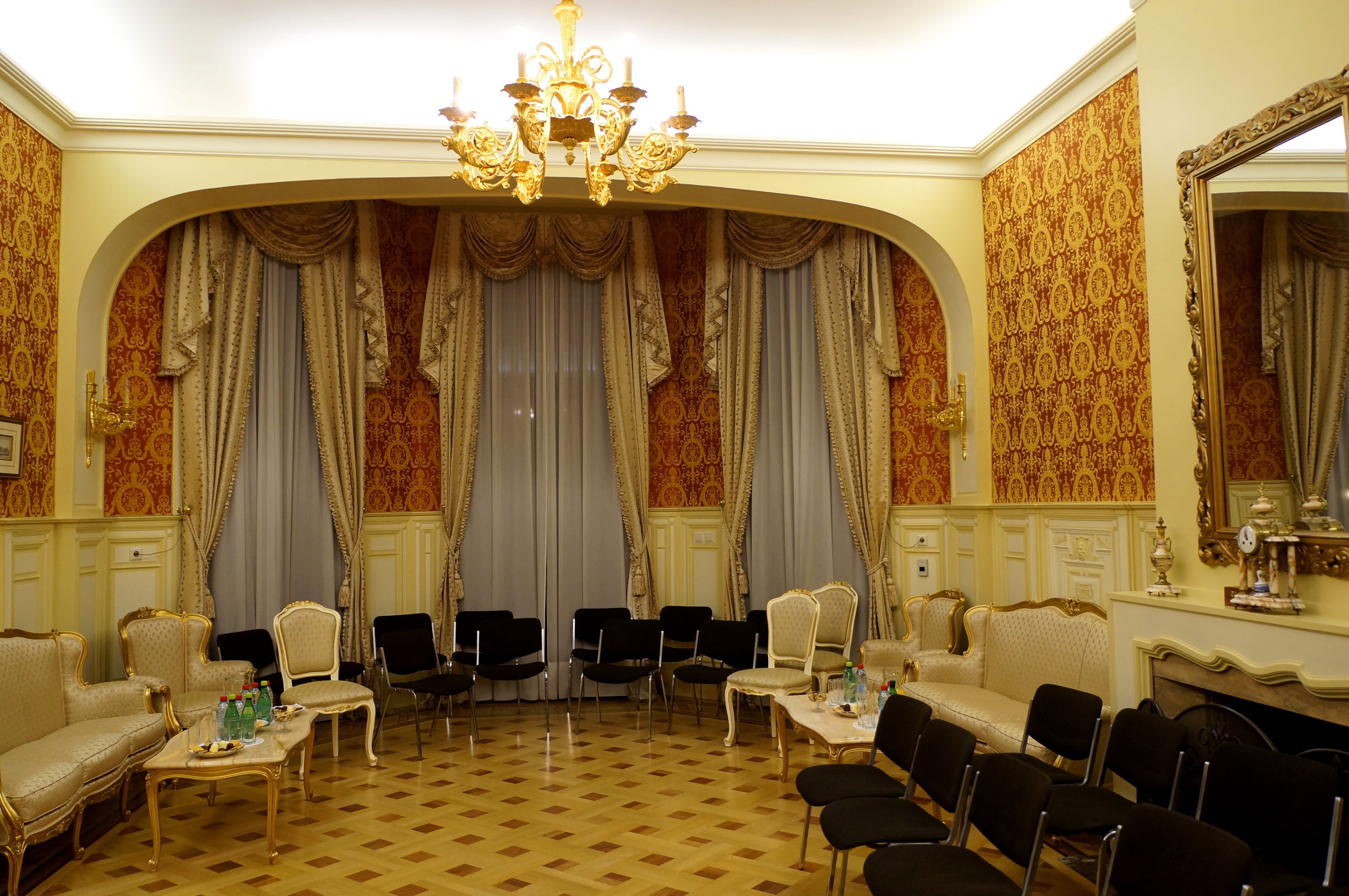
Зал приемов в Посольстве России в Люксембурге

В начале 1956 года замок сдаётся в аренду открывшемуся в Люксембурге посольству СССР. Осенью 1956 года в ходе венгерских событий посольство подвергается нападению группы демонстрантов. Помещениям первого этажа был нанесён заметный урон.

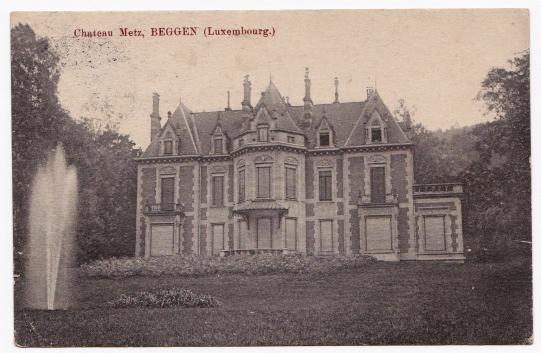
Замок Бегген, 1913

5 июня 1973 года акционерное общество «Шато де Бегген» продаёт замок и прилегающий к нему земельный участок размером в 2,8 га посольству СССР. В 1980-х годах на прилегающей к посольству территории было доставлено и установлено 10 скульптур, направленных сюда в качестве дара от ряда союзных республик бывшего СССР.
В 2005—2009 годах в замке был проведена масштабная реконструкция и реставрация, в результате чего интерьеры были восстановлены до прежнего великолепия. При реставрации были восстановлены повреждённые мозаики, а также деревянные двери, стены и потолки. Замок был обставлен мебелью ручной работы, произведённой в Италии, а так же аксессуарами, купленными на антикварном рынке. В настоящее время посетители российского посольства имеют возможность восхищаться красотой и изяществом интерьера.
В сентябре 2009 года замок был главной достопримечательностью Дней европейского наследия в Люксембурге, и около 300 представителей общественности посетили дворец Бегген.